# Al-Askari-moskén

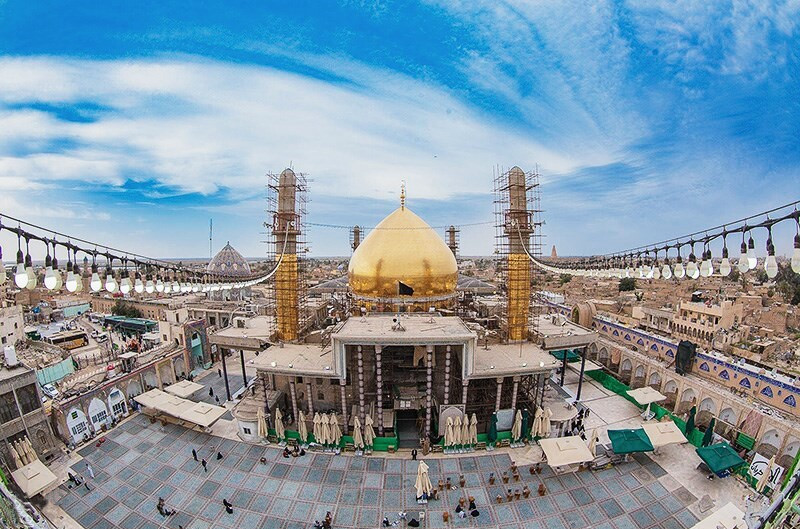
Moskén år 2017.

al-Askari-moskén (arabiska: العتبة العسكرية), eller Gyllene moskén, är en shiamuslimsk gravmoské i Samarra i Irak. Den byggdes 944 och är viloplats för två av de mest betydelsefulla shiaimamerna. al-Askari-moskén är en av de viktigaste religiösa helgedomarna för denna gren av islam.
Moskéns gyllene kupol stod klar 1905, och täcktes då av 72 000 guldplattor.
Den 22 februari 2006 sprängdes moskén i ett bombattentat och dess gyllene kupol totalförstördes. Även andra skador blev omfattande. Attentatet ledde till en upptrappning av våldet i Irak.
Den 13 juni 2007 skedde ett nytt bombattentat. Två explosioner med några minuters mellanrum fick moskéns båda 36 meter höga, sedan tidigare skadade, minareter att rasa.

## Galleri

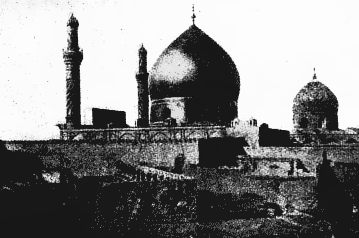
En bild på moskén tagen omkring 1926.
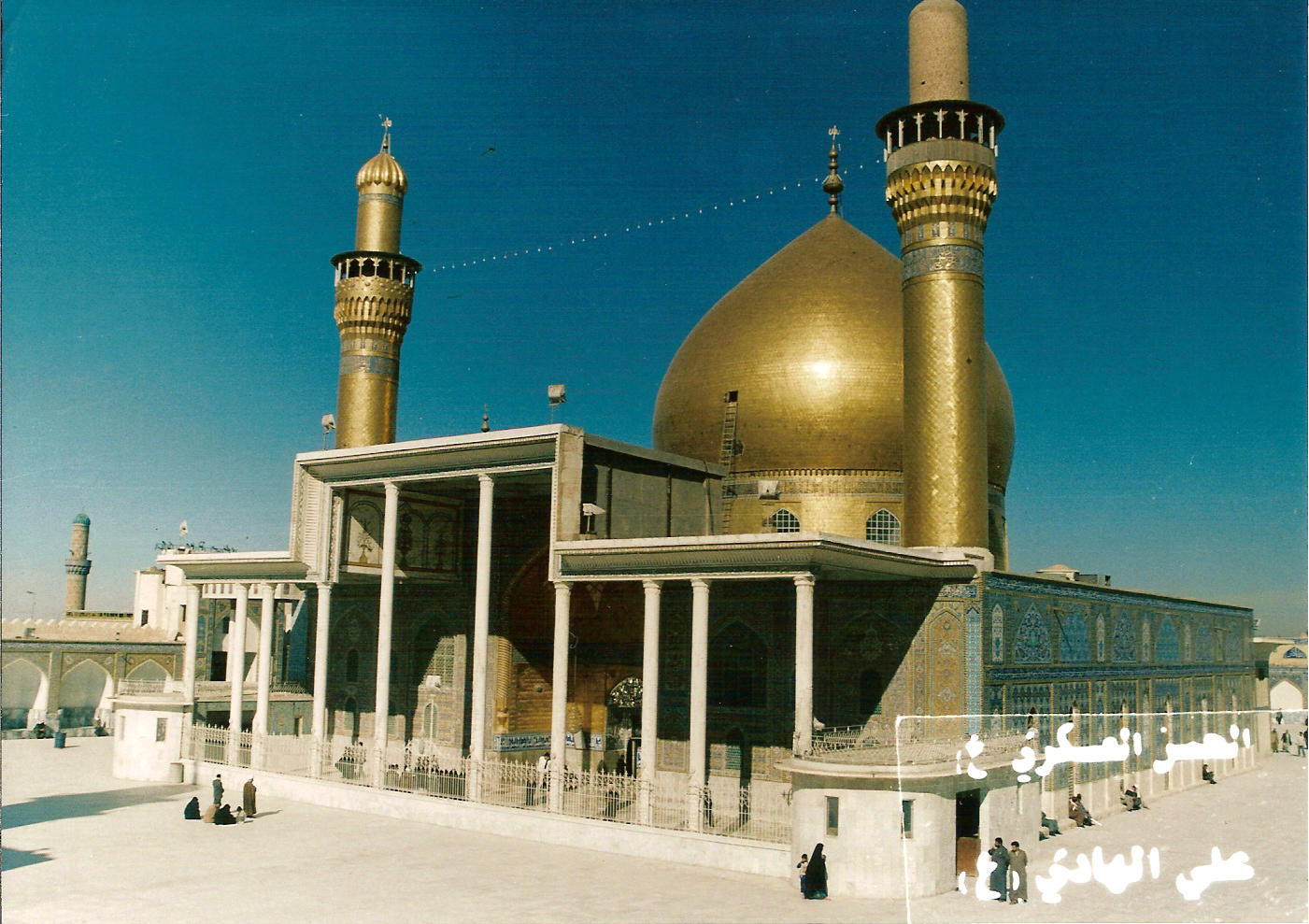
Al Askari-moskén före bombdåden.
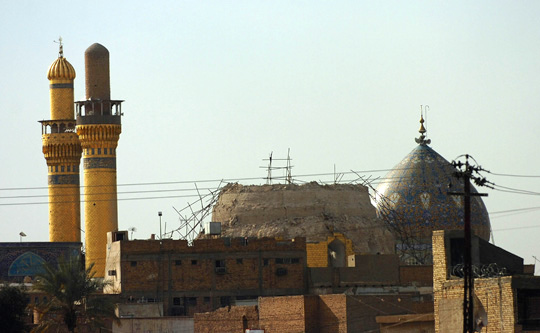
Al Askari-moskén efter första bombdådet, 2006.